# Fußball bei den Panarabischen Spielen

Fußball gehört bei den Panarabischen Spielen zu den Sportarten, die bisher ständig im Programm der Spiele waren. Teilnehmer sind die Fußballnationalmannschaften der Länder der arabischen Welt. In den ersten Ausspielungen nahmen die jeweiligen Nationalmannschaften teil, seit 1985 vereinzelt auch B, U-21 und U-23 (Olympia) Auswahlteams, ab 2023 jedoch nur noch U-23 Teams. Ein Turnier im Frauenfußball wurde bisher nicht ausgetragen.

## Die Turniere im Überblick
| Jahr          | Gastgeber                     | Finale                  | Finale                  | Finale                  | Spiel um Bronze         | Spiel um Bronze                | Spiel um Bronze         |
| Jahr          | Gastgeber                     | Gold                    | Ergebnis                | Silber                  | Bronze                  | Ergebnis                       | 4. Platz                |
| ------------- | ----------------------------- | ----------------------- | ----------------------- | ----------------------- | ----------------------- | ------------------------------ | ----------------------- |
| 1953 Details  | Alexandria (Ägypten)          | Ägypten                 | 4:0                     | Syrien                  | Libyen                  | 3:2                            | Jordanien               |
| 1957 Details  | Beirut (Libanon)              | Syrien                  | 3:1                     | Tunesien                | Libanon                 | Marokko nicht angetreten       | Marokko                 |
| 1961 Details  | Casablanca (Marokko)          | Marokko                 | Ligaformat              | VA Republik             | Libyen                  | Ligaformat                     | Libanon                 |
| 1965 Details  | Kairo (Ägypten)               | VA Republik             | 2:0                     | Sudan                   | Libyen                  | 4:2                            | Palästina               |
| 1976 Details  | Damaskus (Syrien)             | Marokko                 | Ligaformat              | Saudi-Arabien           | Syrien                  | Ligaformat                     | Südjemen                |
| 1985 Details  | Rabat (Marokko)               | Irak                    | 1:0                     | Marokko                 | Algerien                | Saudi-Arabien nicht angetreten | Saudi-Arabien           |
| 1992 Details* | Aleppo / Damaskus (Syrien)    | Ägypten                 | 3:2                     | Saudi-Arabien           | Kuwait                  | 2:1                            | Syrien                  |
| 1997 Details  | Beirut (Libanon)              | Jordanien               | 1:0                     | Syrien                  | Libanon                 | 3:1                            | Kuwait                  |
| 1999 Details  | Amman (Jordanien)             | Jordanien               | 4:4 n. V. 3:1 i. E.     | Irak                    | Libyen Palästina        | Bronzemedaillen geteilt        |                         |
| 2004          | Kairo (Ägypten)               | Fußballturnier abgesagt | Fußballturnier abgesagt | Fußballturnier abgesagt | Fußballturnier abgesagt | Fußballturnier abgesagt        | Fußballturnier abgesagt |
| 2007 Details  | Amman (Jordanien)             | Ägypten                 | Ligaformat              | Libyen                  | Saudi-Arabien           | Ligaformat                     | VA Emirate              |
| 2011 Details  | Doha (Katar)                  | Bahrain                 | 1:0                     | Jordanien               | Kuwait                  | 3:0 n. V.                      | Palästina               |
| U-23-Turnier  |                               |                         |                         |                         |                         |                                |                         |
| 2023 Details  | Annaba/Constantine (Algerien) | Saudi-Arabien           | 1:1, 5:4 i. E.          | Syrien                  | Sudan                   | 2:2, 5:4 i. E.                 | Algerien                |

* Gleichzeitig als Turnier um die arabische Meisterschaft gewertet.

### Medaillenspiegel
nach 12 Turnieren
| Rang | Land          | Goldmedaille | Silbermedaille | Bronzemedaille | Gesamt |
| ---- | ------------- | ------------ | -------------- | -------------- | ------ |
| 1    | / Ägypten*    | 4            | 1              | 0              | 5      |
| 2    | Marokko       | 2            | 1              | 0              | 3      |
|      | Jordanien     | 2            | 1              | 0              | 3      |
| 4    | / Syrien      | 1            | 3              | 1              | 5      |
| 5    | Saudi-Arabien | 1            | 2              | 1              | 4      |
| 6    | / Irak        | 1            | 1              | 0              | 2      |
| 7    | Bahrain       | 1            | 0              | 0              | 1      |
| 8    | / Libyen      | 0            | 1              | 4              | 5      |
| 9    | / Sudan       | 0            | 1              | 1              | 2      |
| 10   | Tunesien      | 0            | 1              | 0              | 1      |
| 11   | Libanon       | 0            | 0              | 2              | 2      |
|      | Kuweit        | 0            | 0              | 2              | 2      |
| 13   | Algerien      | 0            | 0              | 1              | 1      |
|      | Palästina     | 0            | 0              | 1              | 1      |

* 1961 und 1965 als Vereinigte Arabische Republik gemeinsam mit Syrien.
** 1999 wurden zwei Bronzemedaillen vergeben.